# 남희 선생 묘
남희선생 묘는 대한민국 경기도 양주시 은현면 도하리에 있다. 1986년 4월 15일 양주시의 향토유적 제10호로 지정되었다.